# テンプルちゃんお芽出度う
『テンプルちゃんお芽出度う』（テンプルちゃんおめでとう、Curly Top）は1935年制作のアメリカ合衆国の映画。アーヴィング・カミングス監督のミュージカル。シャーリー・テンプル主演作。

## キャスト
- エリザベス・ブレア（愛称ベティ）：　シャーリー・テンプル
- エドワード・モーガン（孤児院の評議員）： ジョン・ボールズ
- メアリ・ブレア：ロシェル・ハドソン
- デンハム夫人：ジェーン・ダウエル
- モーガン家の執事：　アーサー・トリーチャー
- 孤児院の評議員：エイチェン・ジラルドゥ
- ジュヌヴィエーヴ伯母：エスター・デイル

## ストーリー
原作はジーン・ウェブスターの『あしながおじさん』。しかし、シャーリー・テンプルにあわせて書き換えてある。
アメリカの孤児院。交通事故で両親を亡くしたエリザベス・ブレアと姉のメアリ・ブレアは、孤児院の評議員だった裕福な弁護士エドワード・モーガンの養女になる。姉のメアリ・ブレアがエドワード・モーガンのことを好きになり、エドワード・モーガンもメアリ・ブレアを愛していることを知ったエリザベス・ブレアは…

## 余話
シャーリー・テンプルの代表作の一つ。シャーリー・テンプルが映画の冒頭近くで歌う歌「アニマル・クラッカー・イン・マイ・スープ」と、花嫁やお婆さんに扮して歌う歌「ホウェン・アイ・グロウ・アップ」と、最後に近いところでジョン・ボールズの歌に合わせてピアノの上で踊るタップ・ダンスは伝説的なミュージカル・ナンバーになっている。